# Список глав государств в 1322 году
Список глав государств в 1321 году — 1322 год — Список глав государств в 1323 году — Список глав государств по годам

## Азия
- Анатолийские бейлики —
  - Айдыногуллары — Айдыноглу Мехмед-бей, бей (1308 — 1334)
  - Артукиды — Салих Шамс ад-дин, эмир Мардина (1312 — 1364)
  - Гермиян — Якуб I, бей (1299 — 1330)
  - Инанчогуллары — Инанк Бей, бей (1305 — 1335)
  - Исфендиярогуллары — 
    - Ибрахим I Гийас ад-дин, бей (1309 — 1346)
    - Али ад-дин, бей (1309 — 1339)

  - Караманиды — Ибрахим I, бейлербей (1312 — 1332,  1340 — 1349)
  - Карасы — Кареси, бей (1307 — 1328)
  - Ментеше — Орхан Шуджа ад-дин, бей (1319 — 1337)
  - Османская империя — Осман I, султан (1299 — 1326)
  - Перванэ — 
    - Гази Челеби, бей (1298 — 1322)
    - в 1322 году завоеван Исфендиярогулларами

  - Саруханогуллары — Сару-хан, бей (1300 — 1346)
  - Сахиб-Атаогуллары — Нусреддин Ахмед, бей (ок. 1289 — 1341)
  - Хамидиды — Дундар Фалак ад-дин, бей (1301 — 1324)
  - Эшрефиды — Сулейман II, бей (1320 — 1326)
- Грузинское царство — 
  - Георгий V Блистательный, царь Восточной Грузии (1299 — 1302, 1314 — 1329)
  - Константин I, царь Западной Грузии (1293 — 1327)
  - Самцхе-Саатабаго — Саргис II, атабег (1306 — 1334)
- Дайвьет — Чан Минь Тонг, император[англ.] (1314 — 1329)
- Индия —
  - Амбер (Джайпур) — Джанси Рао, раджа[кат.] (1317 — 1366)
  - Ахом — Сукхаангпхаа, махараджа[англ.] (1293 — 1332)
  - Бенгальский султанат — 
    - Шамс ад-дин Фируз-шах, султан (1301 — 1322)
    - Гийас ад-дин Бахадур-шах I, султан (1322 — 1324)

  - Бхавнагар — Мохдажи Раножи, раджа (1309 — 1347)
  - Венад[англ.] — Удайя Мартанда Варма, махараджа[англ.] (1313 — 1333)
  - Восточные Ганги[англ.] — Бхану Дева II, царь[англ.] (1306 — 1328)
  - Делийский султанат — Гийас ад-дин Туглак I, султан (1320 — 1325)
  - Дунгарпур — Бхоо Чанд, раджа (1303 — 1331)
  - Какатия — Пратапарудра II, раджа (1296 — 1323)
  - Камата — Пратапдхвадж, махараджа (1305 — 1325)
  - Качари — Пурандар, царь (ок. 1316 — ок. 1336)
  - Кашмир (Лохара) — Удайянадева, царь[англ.] (1320 — 1339)
  - Манипур — Тхангби Лантаба, раджа[англ.] (1302 — 1324)
  - Марвар (Джодхпур) — Канха Пал, раджа (1313 — 1323)
  - Пандья — 
    - Сундара Пандьян IV, раджа (1310 — 1327)
    - Вира Пандьян IV, раджа (1310 — 1345)

  - Сирохи — Тедж Сингх, раджа (1321 — 1336)
  - Хойсала — Вира Баллаладэва III, махараджадхираджа (1291 — 1343)
- Индонезия —
  - Дармашрайя[англ.] — Трибхуванараджа Маули Вармадева, султан (1286 — 1347)
  - Маджапахит — Джаянегара, раджа (1309 — 1328)
  - Пасай — Аль-Малик ат-Тахир I (Мухаммад I), султан (1297 — 1326)
  - Сунда — Лингга Девата, махараджа (1311 — 1333)
  - Тернате — 
    - Матсаранга Маламо (Аитси), султан (1317 — 1322)
    - Сили Айя (Сиданг Ариф Маламо), султан (1322 — 1331)
- Иран —
  -  Баванди — Кей Хосров, испахбад (1310 — 1328)
  -  Музаффариды — Мубариз ад-Дин Мухаммад, атабек (1314 — 1358)
  -  Хазараспиды — Нусрат аль-Дин Ахмад, атабек (1296 — 1330)
- Йемен —
  -  Расулиды — 
    - Аль-Муайяд Дауд, эмир (1296 — 1322)
    - Аль-Муджахид Али, эмир (1322 — 1363)
- Картиды — Гийас уд-Дин, малик (1308 — 1329)
- Кедах — Ибрагим Шах, султан[англ.] (1321 — 1373)
- Киликийское царство — Левон V, царь (1320 — 1342)
- Кипрское королевство — Генрих II, король (1285 — 1306, 1310 — 1324)
- Кхмерская империя (Камбуджадеша) — Индраджаяварман, император (1308 — 1327)
- Корея (Корё)  — Чхунсук, ван (1313 — 1330, 1332 — 1339)
- Лемро — Мин Хти, царь[англ.] (1279 — 1373)
- Мальдивы — Омар I, султан (1307 — 1341)
- Михрабаниды[англ.] — Нусрат аль-Дин Мухаммад, малик[англ.] (1318 — 1330)
- Монгольская империя — 
  - Золотая Орда (Улус Джучи) — Узбек-хан, хан (1313 — 1341)
  - Китай (Империя Юань) — Шидэбала, император (1320 — 1323)
  - Хулагуиды — Абу Саид Бахадур-хан, ильхан (1316 — 1335)
  - Чагатайский улус — Кебек, хан (1309 — 1310, 1318 — 1326)
- Мьянма — 
  - Мяньчжун — Сохни, царь (1298 — 1325)
  - Пинья — Тхихатху, царь[англ.] (1313 — 1325)
  - Сикайн — Со Юн, царь[англ.] (1315 — 1327)
  - Хантавади — Со О, царь[англ.] (1311 — 1323)
- Рюкю — 
  - Нандзан — Офусато, ван (1314 — 1398)
  - Тюдзан — Тамагусуку, ван (1314 — 1337)
  - Хокудзан — Хандзи, ван (1314 — 1395)
- Сингапура[англ.] — Санг Нила Утама (Три Буана), раджа[англ.] (1299 — 1347)
- Таиланд — 
  - Ланнатай — Чайясонгхрам, король[англ.] (1311 — 1325)
  - Сукхотаи (Сиам) — Лертхай, король (1298 — 1323)
- Трапезундская империя — Алексей II, император (1297 — 1330)
- Тямпа — Те Анан, царь (1318 — 1342)
- Ширван — Кей Кубад, ширваншах (1317 — 1348)
- Шри Ланка — 
  - Дамбадения[англ.] — Бхуванаикабаху II, царь (1310 — 1325/1326)
  - Джафна — Вародайя, царь[англ.] (1302 — 1325)
- Япония — 
  - Го-Дайго, император (1318 — 1339)
  - Морикуни-синно, сёгун (1308 — 1333)

## Америка
- Аскапоцалько — Акольнауакатль, тлатоани (1320 — 1343)
- Куско — Капак Юпанки, сапа инка (1320 — 1350)
- Тескоко — Кинацин, тлатоани (1318 — 1357)

## Африка
- Абдальвадиды (Зайяниды) — Абу Ташуфин I, султан (1318 — 1337)
- Бенинское царство — Удагбедо, оба[англ.] (1292 — 1329)
- Вогодого — Нааба Сорба (Наримторе), нааба (ок. 1320 — ок. 1335)
- Египет (Мамлюкский султанат) — Мухаммад I ан-Насир, султан (1293 — 1294, 1299 — 1309, 1310 — 1341)
- Йифат — Хакк аль-Дин I, халиф (ок. 1321 — ок. 1328)
- Канем — Ибрагим I Дирко Келем, маи (1307 — 1326)
- Кано[англ.] — Цамийя, король[англ.] (1307 — 1343)
- Килва — Абу аль-Мавахиб аль-Хасан ибн Сулейман, султан (1310 — 1333)
- Макурия — Сайф ал-Дин Абдулла Баршамбу, царь (1312 — 1323)
- Мали — Муса I, манса (1312 — 1337)
- Мариниды — Абу Саид Усман II, султан (1310 — 1331)
- Нри[англ.] — Джиофо I, эзе[англ.] (1300 — 1390)
- Хафсиды — Абу Бакр II, халиф (1318 — 1346)
- Эфиопия — Амдэ-Цыйон I, император (1314 — 1344)

## Европа
- Англия — Эдуард II, король (1307 — 1327)
- Афинское герцогство — Гильом II, герцог (1317 — 1338)
- Ахейское княжество — Иоанн де Гравина, князь (1318 — 1332)
- Болгарское царство — 
  - Феодор Святослав Тертер, царь (1300 — 1322)
  - Георгий II Тертер, царь (1322 — 1323)
- Валахия — Басараб I Основатель, господарь (ок. 1310 — 1352)
- Венгрия — Карл Роберт, король (1308 — 1342)
  - Босния — 
    - Младен II Шубич, бан (1304 — 1322)
    - Степан Котроманич, бан (1322 — 1353)
- Византийская империя — Андроник II Палеолог, император (1282 — 1328)
- Дания —  Кристофер II, король (1319 — 1326, 1329 — 1332)
- Ирландия —
  - Десмонд — Диармайт Ог Маккарти, король (1310 — 1326)
  - Коннахт — Катал мак Домналл О Конхобар, король (1318 — 1324)
  - Тир Эогайн — Домналл мак Бриан О’Нейлл, король (1283 — 1286, 1290 — 1291, 1295 — 1325)
  - Томонд — Муйрхертах O’Брайен, король (1317 — 1343)
- Испания —
  - Ампурьяс — 
    - Понс VI, граф (1313 — 1322)
    - Уго VI, граф (1322 — 1325)

  - Арагон — Хайме II Справедливый, король (1291 — 1327)
  - Гранадский эмират — Исмаил I ибн Фарадж, эмир (1314 — 1325)
  - Кастилия и Леон — Альфонсо XI Справедливый, король (1312 — 1350)
  - Мальорка —  Санчо I Тихий, король (1311 — 1324)
  - Наварра — 
    - Филипп II Длинный, король (1316 — 1322)
    - Карл I Красивый, король (1322 — 1328)

  - Пальярс Верхний — Сибилла, графиня (ок. 1295 — 1330)
  - Прованс — Роберт Мудрый, граф (1309 — 1343)
  - Урхель — Тереза д'Энтенса, графиня (1314 — 1327)
- Италия —
  - Венецианская республика — Джованни Соранцо, дож (1312 — 1328)
  - Мантуя — Ринальдо Бонакольси, народный капитан и сеньор (1309 — 1328)
  - Милан — 
    - Маттео I Висконти, синьор (1287 — 1322)
    - Галеаццо I Висконти, синьор (1322 — 1327)

  - Монферрат — Теодоро I Палеолог, маркграф (1306 — 1338)
  - Салуццо — Манфредо IV, маркграф (1296 — 1330)
  - Неаполитанское королевство — Роберт Мудрый, король (1309 — 1343)
  - Сицилийское королевство — Федериго II, король (1296 — 1337)
  - Феррара и Модена — 
    - Альдобрандино II д’Эсте, маркиз Модены и Феррары (1317 — 1326)
    - Обиццо III д’Эсте, маркиз Феррары (1317 — 1352)
    - Ринальдо д’Эсте, маркиз Феррары (1317 — 1335)
    - Николо I д’Эсте, маркиз Феррары (1317 — 1344)
    - Бертольдо I д’Эсте, маркиз Феррары (1317 — 1343)
- Литовское княжество — Гедимин, великий князь (1316 — 1341)
  -  Киевское княжество — Миндовг Гольшанский, князь (ок. 1321 — ок. 1324)
- Наксосское герцогство — Гульельмо I Санудо, герцог (1303 — 1323)
- Норвегия — Магнус VII Эрикссон, король (1319 — 1343)
- Островов королевство — Джон I Макдональд, король Островов и Кинтайра (1318 — 1386)
- Папская область — Иоанн XXII, папа римский (1316 — 1334)
- Польша — Владислав I Локетек, король (1320 — 1333)
  - Гневкоское княжество — Казимир III Гневковский, князь (1314 — 1332, 1343 — 1347/1350)
  - Добжинское княжество — 
    - Владислав Горбатый, князь[пол.] (1312 — 1327, 1343 — 1351/1352)
    - Болеслав Добжинский, князь[пол.] (1312 — 1328)

  - Иновроцлавское княжество — Пшемысл Иновроцлавский, князь (1287 — 1327)
  - Мазовецкое княжество — 
    - Варшавское княжество — Тройден І, князь[англ.] (1313 — 1341)
    - Плоцкое княжество — Вацлав Плоцкий, князь[пол.] (1313 — 1336)
    - Равское княжество — Земовит II, князь[пол.] (1313 — 1345)
    - Черское княжество — Тройден І, князь[англ.] (1310 — 1341)

  - Серадзское и Ленчицкое княжество — Владислав I Локетек, князь (1306 — 1327)
  - Силезское княжество —
    - Бжегское княжество — Болеслав III Расточитель, князь (1311 — 1352)
    - Бытомское княжество — 
      - Ежи Бытомский, князь (1316 — ок. 1327)
      - Владислав Бытомский, князь (1316 — 1352)

    - Вроцлавское княжество — Владислав Легницкий, князь (1311 — 1335)
    - Глогувское княжество — Пшемысл Глоговский, князь (1318 — 1331)
    - Зембицкое княжество — Болеслав II Зембицкий, князь (1322 — 1341)
    - Легницкое княжество — Болеслав III Расточитель, князь (1312 — 1342)
    - Намыслувское княжество — Конрад I Олесницкий, князь (1312 — 1323)
    - Немодлинское княжество — Болеслав Немодлинский, князь (1313 — 1362/1365)
    - Олесницкое княжество — Конрад I Олесницкий, князь (1321 — 1366)
    - Опольское княжество — 
      - Болеслав II Опольский, князь (1313 — 1356)
      - Альбрехт Стрелецкий, князь (1313 — 1323)

    - Освенцимское княжество —  Владислав I Освенцимский, князь (1315 — 1321/1324)
    - Ратиборское княжество — Лешек Рацибужский, князь (1306 — 1336)
    - Саганское (Жаганьское) княжество — Генрих IV Верный, князь (1309 — 1342)
    - Свидницкое княжество — Бернард Свидницкий, князь (1322 — 1326)
    - Свидницко-Зембицкое княжество — 
      - Бернард Свидницкий, князь (1312 — 1322)
      - Болеслав II Зембицкий, князь (1312 — 1322)

    - Сцинавское княжество — Ян Сцинавский, князь[пол.] (1317 — 1365)
    - Тешинское (Цешинское) княжество — Казимир I Цешинский, князь (1315 — 1358)
    - Яворское княжество — Генрих I Яворский, князь (1312 — 1346)
- Португалия — Диниш I, король (1279 — 1325)
- Русские княжества — 
  -  Владимиро-Суздальское княжество — 
    - Юрий Данилович, великий князь Владимирский (1318 — 1322)
    - Дмитрий Михайлович Грозные Очи, великий князь Владимирский (1322 — 1326)
    -  Белозерское княжество — Роман Михайлович, князь (1314 — ок. 1339)
    -  Галич-Мерское княжество — Фёдор Давыдович, князь (1310 — ок. 1335)
    -  Дмитровское княжество — Борис Давыдович, князь (1310 — 1334)
    -  Московское княжество — Юрий Данилович, князь (1303 — 1325)
    -  Ростовское княжество — 
      - Константин Васильевич, князь Ростово-Борисоглебский (1320 — 1365)
      - Федор Васильевич, князь Ростово-Усретинский (1320 — 1331)

    -  Стародубское княжество — Федор Иванович, князь (1315 — 1330)
    -  Суздальское княжество — Александр Васильевич, князь (1309 — 1331)
    -  Тверское княжество — Дмитрий Михайлович Грозные Очи, князь (1318 — 1326)
      -  Кашинское княжество — Василий Михайлович, князь (1319 — 1348)

    -  Ярославское княжество — Василий Давидович Грозные Очи, князь (1321 — 1345)

  -  Брянское (Черниговское) княжество — Дмитрий Романович, князь (1314 — 1333, 1340 — ок. 1352)
  -  Галицко-Волынское княжество — 
    - Лев Юрьевич, князь (в Галиче) (1308 — 1323)
    - Андрей Юрьевич, князь (во Владимире-Волынском) (1308 — 1323)
    -  Луцкое княжество — Андрей Юрьевич, князь (1308 — 1323)

  -  Новгородское княжество — 
    - Афанасий Данилович, князь (1314 — 1315, 1318 — 1322)
    - Юрий Данилович, князь (1322 — 1325)

  -  Рязанское княжество — Иван Ярославич, князь (1308 — 1327)
  -  Смоленское княжество — Иван Александрович, князь (1313 — 1359)
- Священная Римская империя — 
  - Людвиг IV Баварский, король Германии (1314 — 1328)
  - Фридрих III Австрийский, король Германии (1314 — 1330)
  - Австрия — 
    - Фридрих I Красивый, герцог (1308 — 1330)
    - Леопольд I, герцог (1308 — 1326)

  - Ангальт — 
    - Ангальт-Бернбург — Бернхард II, князь (1287 — 1323)
    - Ангальт-Цербст — 
      - Альбрехт II, князькнязь (1316 — 1362)
      - Вальдемар I, князькнязь (1316 — 1368)

  - Бавария — 
    - Верхняя Бавария — Людвиг IV, герцог (1294 — 1347)
    - Нижняя Бавария — 
      - Генрих XIV, герцог (1310 — 1339)
      - Оттон IV, герцог (1310 — 1334)
      - Генрих XV, герцог (1312 — 1333)

  - Баден — 
    - Рудольф III, маркграф (1288 — 1332)
    - Рудольф Гессо, маркграф (1297 — 1335)
    - Баден-Пфорцхайм — Рудольф IV, маркграф (1291 — 1348)
    - Баден-Хахберг — Генрих III, маркграф (1290 — 1330)
    - Баден-Эберштейн — Фридрих II, маркграф (1291 — 1333)

  - Бар — Эдуард I, граф (1302 — 1336)
  - Берг — Адольф VIII, граф (1308 — 1348)
  - Брабант и Лимбург — Жан III, герцог (1312 — 1355)
  - Бранденбург — Людвиг Баварский (король Людвиг IV), маркграф (1320 — 1323)
  - Брауншвейг — 
    - Брауншвейг-Вольфенбюттель — 
      - Отто, герцог (1318 — 1344)
      - Магнус I, герцог (1318 — 1369)
      - Эрнест I, герцог (1318 — 1344)

    - Брауншвейг-Грубенхаген — 
      - Генрих I, герцог (1291 — 1322)
      - Генрих II, герцог (1322 — ок. 1351)
      - Эрнест I, герцог (1322 — 1361)
      - Вильгельм, герцог (1322 — 1360)
      - Иоганн I, герцог (1322 — 1325)

    - Брауншвейг-Люнебург — Оттон II Сильный, герцог (1277 — 1330)

  - Вальдек — Генрих IV, граф (1305 — 1344)
  - Веймар-Орламюнде[нем.] — 
    - Веймар[нем.] — 
      - Оттон V, граф (1318 — 1340)
      - Фридрих I, граф (1319 — 1347)
      - Герман VI, граф (1319 — 1334)
      - Оттон VI, граф (1319 — 1334)

    - Орламюнде[нем.] — Генрих III, граф (1283 — 1344)

  - Вестфалия — Генрих II фон Вирнебург, герцог (курфюрст Кельнский) (1304 — 1332)
  - Вюртемберг — Эберхард I Светлый, граф (1279 — 1325)
  - Гелдерн — Рейнальд II, граф (1318 — 1339)
  - Гессен — Оттон I, ландграф (1308 — 1328)
  - Голландия — Вильгельм III, граф (1304 — 1337)
  - Гольштейн — 
    - Гольштейн-Киль[англ.] — Иоанн III Мирный, граф (1316 — 1359)
    - Гольштейн-Пиннеберг — Адольф VII, граф (1315 — 1354)
    - Гольштейн-Плён[англ.] — Герхард IV, граф (1312 — 1323)
    - Гольштейн-Рендсбург[англ.] — Герхард III, граф (1304 — 1340)

  - Каринтия — Генрих VI Хорутанский, герцог (1310 — 1335)
  - Клеве — Дитрих VIII, граф (1310 — 1347)
  - Лотарингия — Ферри IV, герцог (1312 — 1329)
  - Лужицкая (Саксонская Восточная) марка — Людвиг I (король Людвиг IV), маркграф (1319 — 1323)
  - Люксембург — Иоганн (Ян) Слепой, граф (1313 — 1346)
  - Марк — Энгельберт II, граф (1308 — 1328)
  - Мейсенская марка — Фридрих I Укушенный, маркграф (1291 — 1323)
  - Мекленбург — Генрих II Лев, князь (1302 — 1329)
    - Мекленбург-Верле — 
      - Иоанн II, князь (1316 — 1337)
      - Иоганн III, князь (1316 — 1350)

    - Мекленбург-Росток — Генрих II Лев, князь (1312 — 1313, 1314 — 1323)

  - Монбельяр — 
    - Рено Бургундский, граф (1283 — 1322)
    - Отенин, граф (1322 — 1332)

  - Намюр — Жан I, маркграф (1298 — 1330)
  - Нассау — 
    - Нассау-Вейльбург — 
      - Герлах I, граф (1298 — 1344)
      - Вальрам III, граф (1298 — 1324)

    -  Нассау-Дилленбург[англ.] —  Иоганн, граф (1303 — 1328)
    -  Нассау-Зиген — Генрих II, граф (1303 — 1328)
    -  Нассау-Хадамар[нем.] —  Эмих I, граф (1303 — 1334)

  - Ольденбург — 
    - Христиан IV, граф (1315 — 1324)
    - Иоганн III, граф (1315 — 1342)

  - Померания — 
    - Померания-Вольгаст — Вартислав IV, герцог (1309 — 1326)
    - Померания-Щецин — Оттон I, герцог (1295 — 1344)

  - Рейнский Пфальц — Адольф, пфальцграф (1317 — 1327)
  - Саарбрюккен — Иоганн I, граф (1308 — 1342)
  - Савойя — Амадей V, граф (1285 — 1323)
  - Саксония — 
    - Саксен-Виттенберг — Рудольф I, герцог (1298 — 1356)
    - Саксен-Бергедорф-Мёльн — 
      - Иоганн II, герцог (1303 — 1322)
      - Альбрехт IV, герцог (1322 — 1343)

    - Саксен-Ратцебург-Лауэнбург — Эрик I, герцог (1308 — 1338)

  - Тироль — Генрих II Хорутанский, граф (1310 — 1335)
  - Трирское курфюршество — Бодуэн Люксембургский, курфюрст (1307 — 1354)
  - Тюрингия — Фридрих I Укушенный, ландграф (1298 — 1323)
  - Хахберг-Заузенберг — Рудольф II, маркграф (1318 — 1352)
  - Чехия — Ян I Слепой, король (1310 — 1346)
    - Опавское княжество — Микулаш II, князь (1318 — 1337)

  - Шверин — 
    - Шверин-Виттенбург — Николай I, граф (1274 — 1323)
    - Шверин-Шверин — Генрих III, граф (1307 — 1344)

  - Шлезвиг — Эрик II, герцог[англ.] (1312 — 1325)
  - Эно (Геннегау) — Вильгельм I, граф (1304 — 1337)
  - Юлих — Герхард V, граф (1297 — 1328)
- Сербия — 
  - Стефан Константин, король (1321 — 1322)
  - Стефан Урош III, король (1322 — 1331)
- Тевтонский орден — Карл фон Трир, великий магистр (1311 — 1324)
  - Ливонский орден — 
    - Герхард фон Йорк, ландмейстер (1309 — 1322)
    - Конрад Кессельхут, ландмейстер (1322 — 1324)
- Франция — 
  - Филипп V Длинный, король (1316 — 1322)
  - Карл IV Красивый, король (1322 — 1328)
  - Арманьяк — Жан I, граф (1319 — 1373)
  - Артуа — Матильда (Маго), графиня (1302 — 1329)
  - Блуа — Ги I де Шатильон, граф (1307 — 1342)
  - Бретань — Жан III Добрый, герцог (1312 — 1341)
  - Бургундия (герцогство) — Эд IV, герцог (1315 — 1350)
  - Бургундия (графство) — Жанна II, графиня (1315 — 1330)
  - Невер — 
    - Людовик I, граф (1280 — 1322)
    - Людовик II, граф (1322 — 1346)

  - Овернь и Булонь — Роберт VII, граф (1314 — 1325)
  - Фландрия — 
    - Роберт III, граф (1305 — 1322)
    - Людовик I Неверский, граф (1322 — 1346)

  - Фуа — Гастон II, граф (1315 — 1343)
- Швеция — Магнус II Эрикссон, король (1319 — 1364)
- Шотландия — Роберт I Брюс, король (1306 — 1329)
- Эпирское царство — Николай Орсини, царь (1318 — 1323)

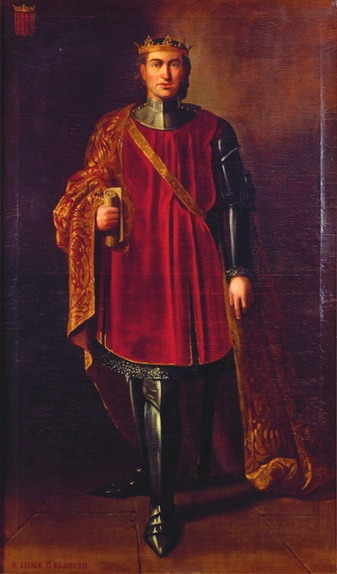
Хайме II 1291-1327 Король Арагона
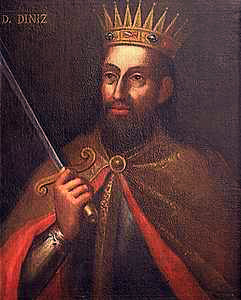
Диниш I 1279-1325 Король Португалии
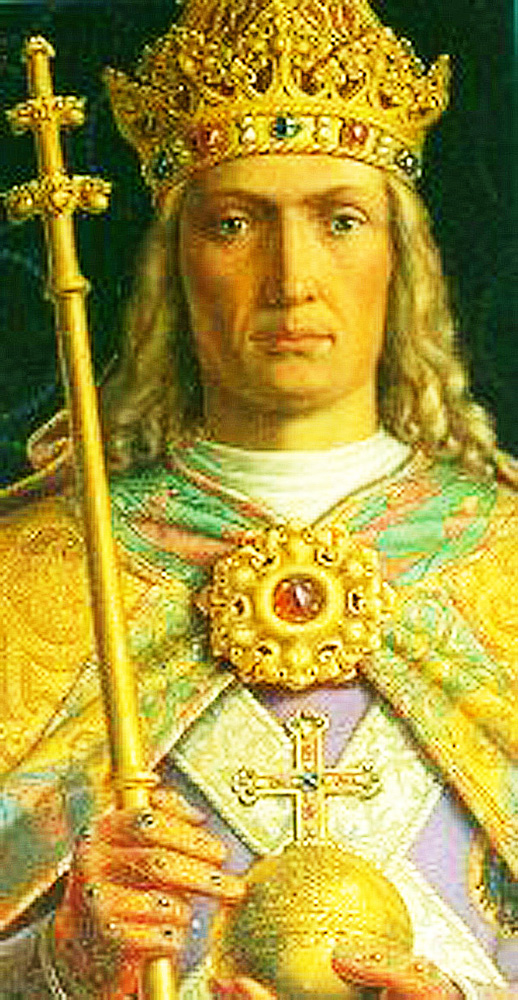
Людвиг IV Баварский 1314-1328 Король Германии
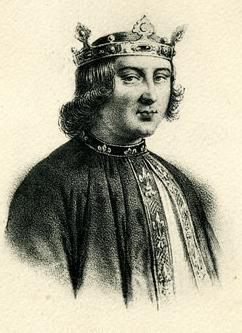
Филипп V Длинный 1316-1322 Король Франции и Наварры
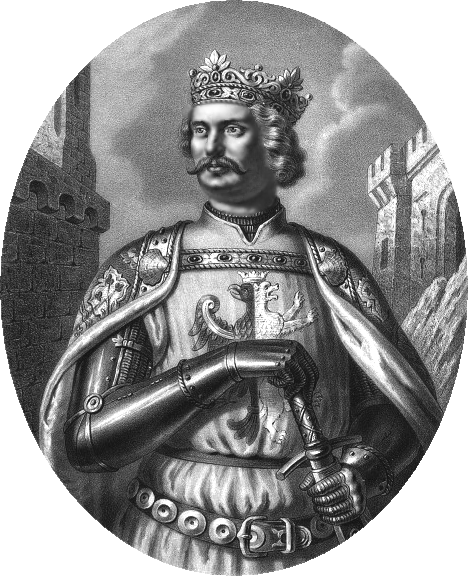
Владислав I Локотек 1320-1333 Король Польши
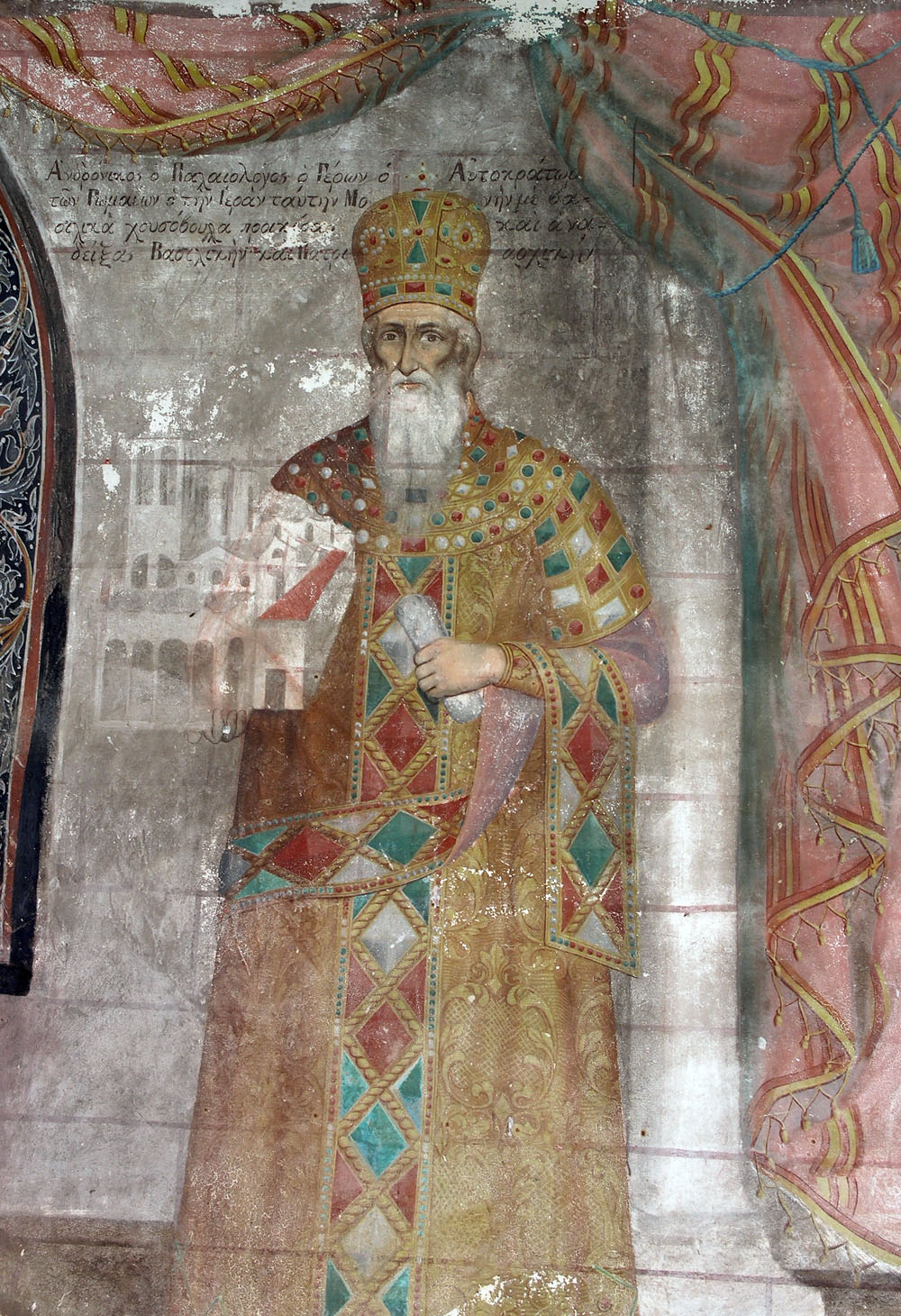
Андроник II 1282-1328 Император Византии
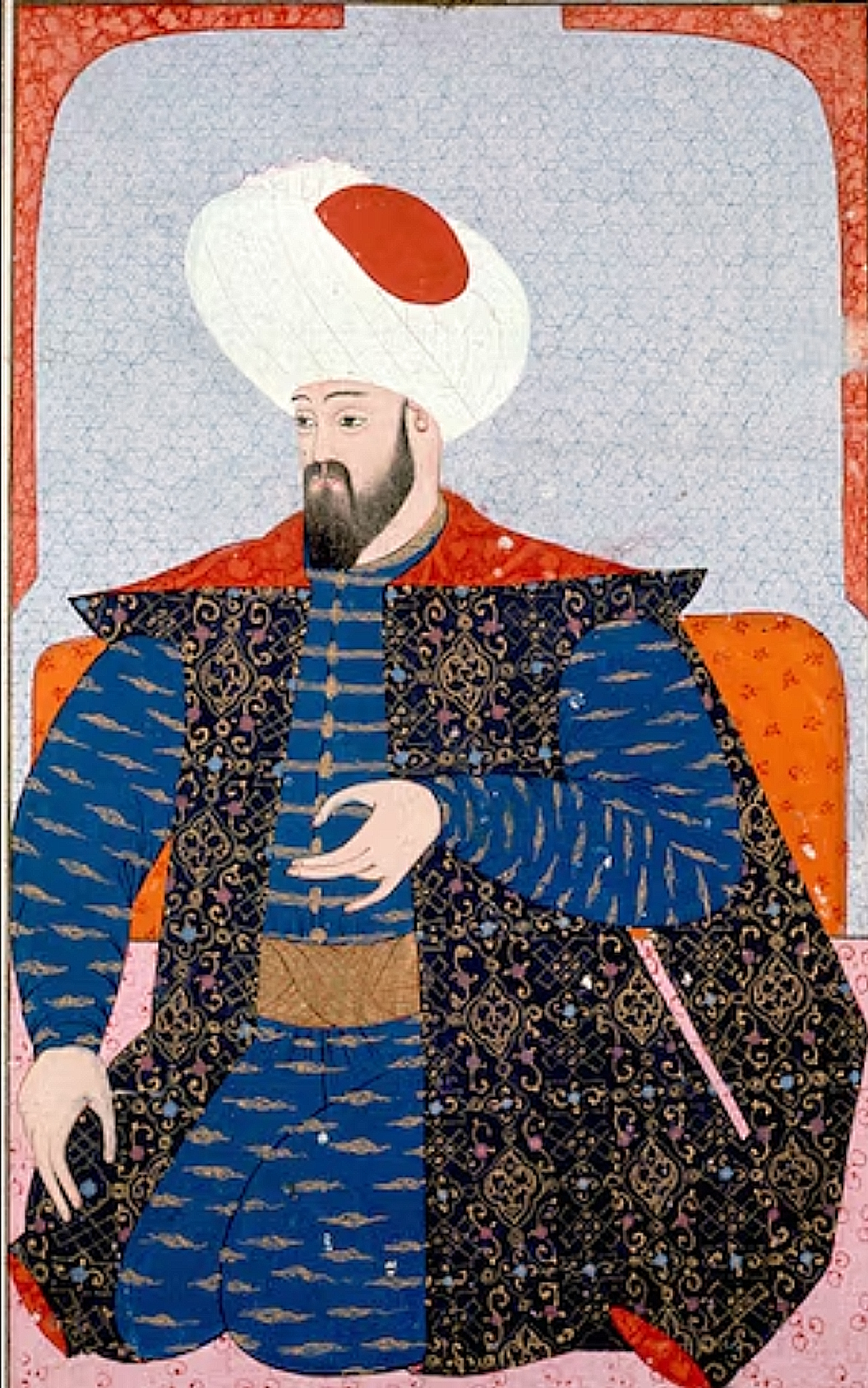
Осман I 1299-1326 Султан османов
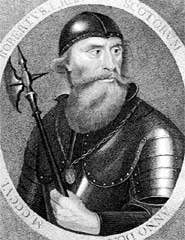
Роберт I Брюс 1306-1329 Король Шотландии
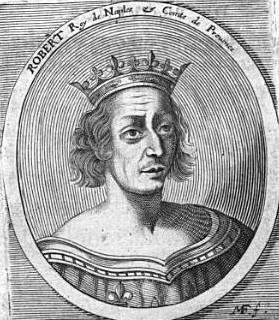
Роберт Мудрый 1309-1343 Король Неаполя
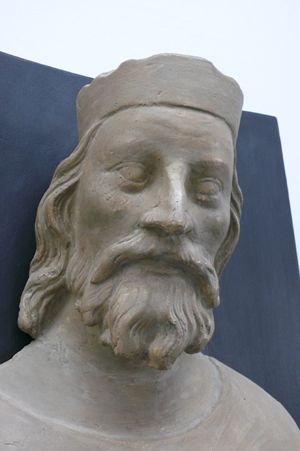
Ян I Слепой 1310-1346 Король Чехии
Гедимин 1316-1341 Великий князь Литовский
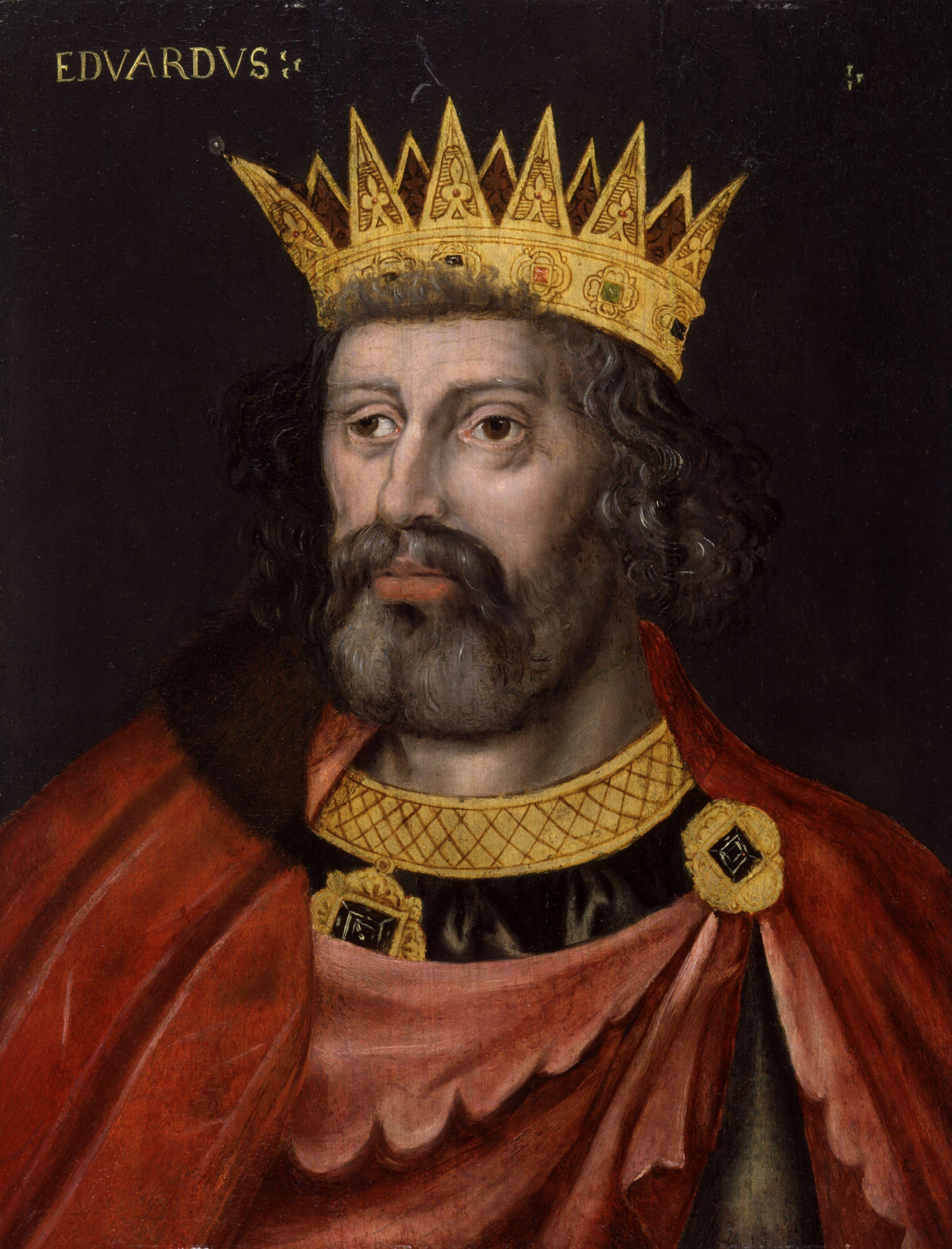
Эдуард II 1307-1327 Король Англии
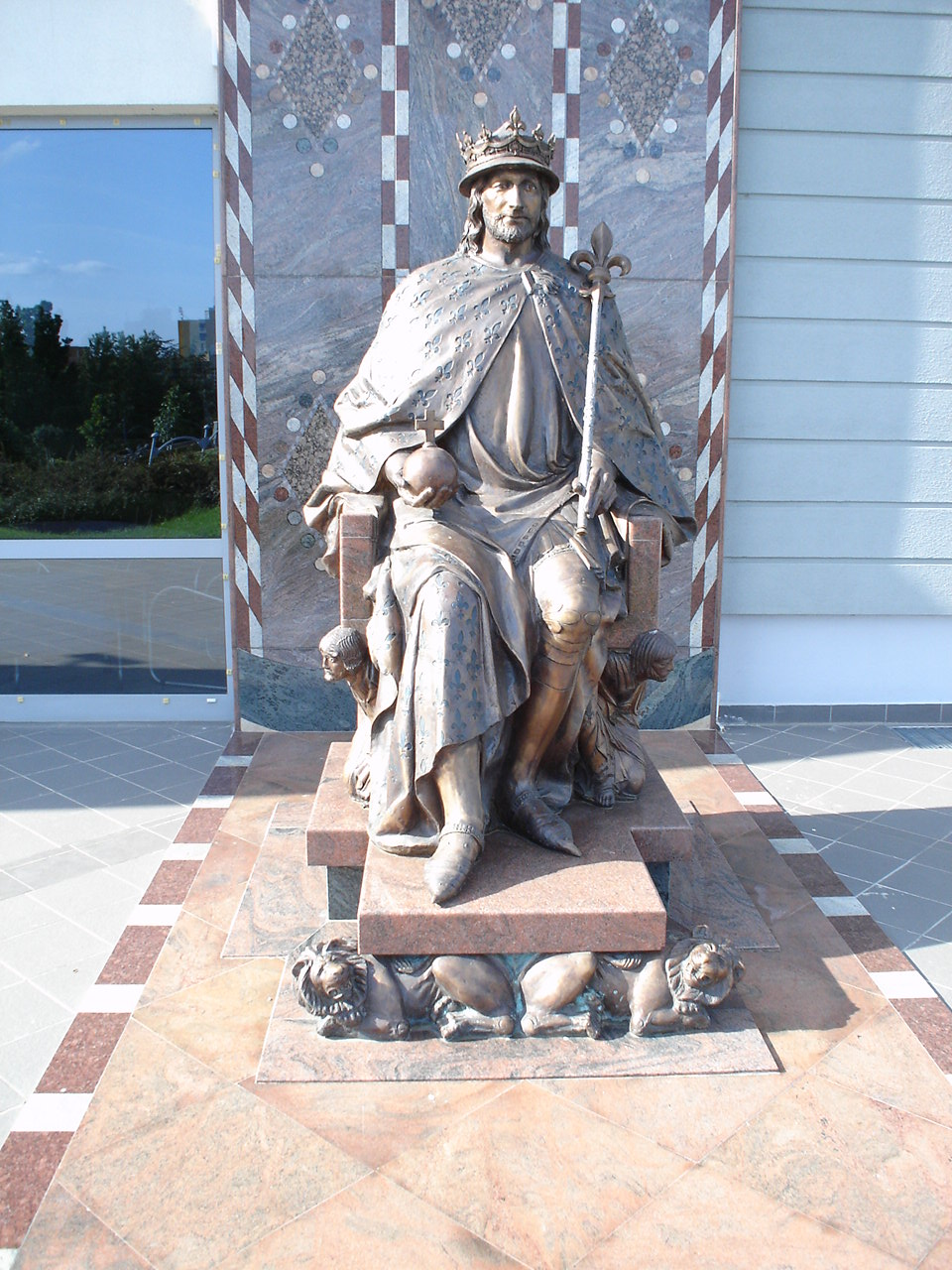
Карл Роберт 1308-1342 Король Венгрии
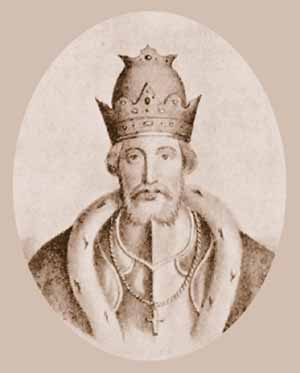
Юрий Данилович 1318-1322 Великий князь Владимирский
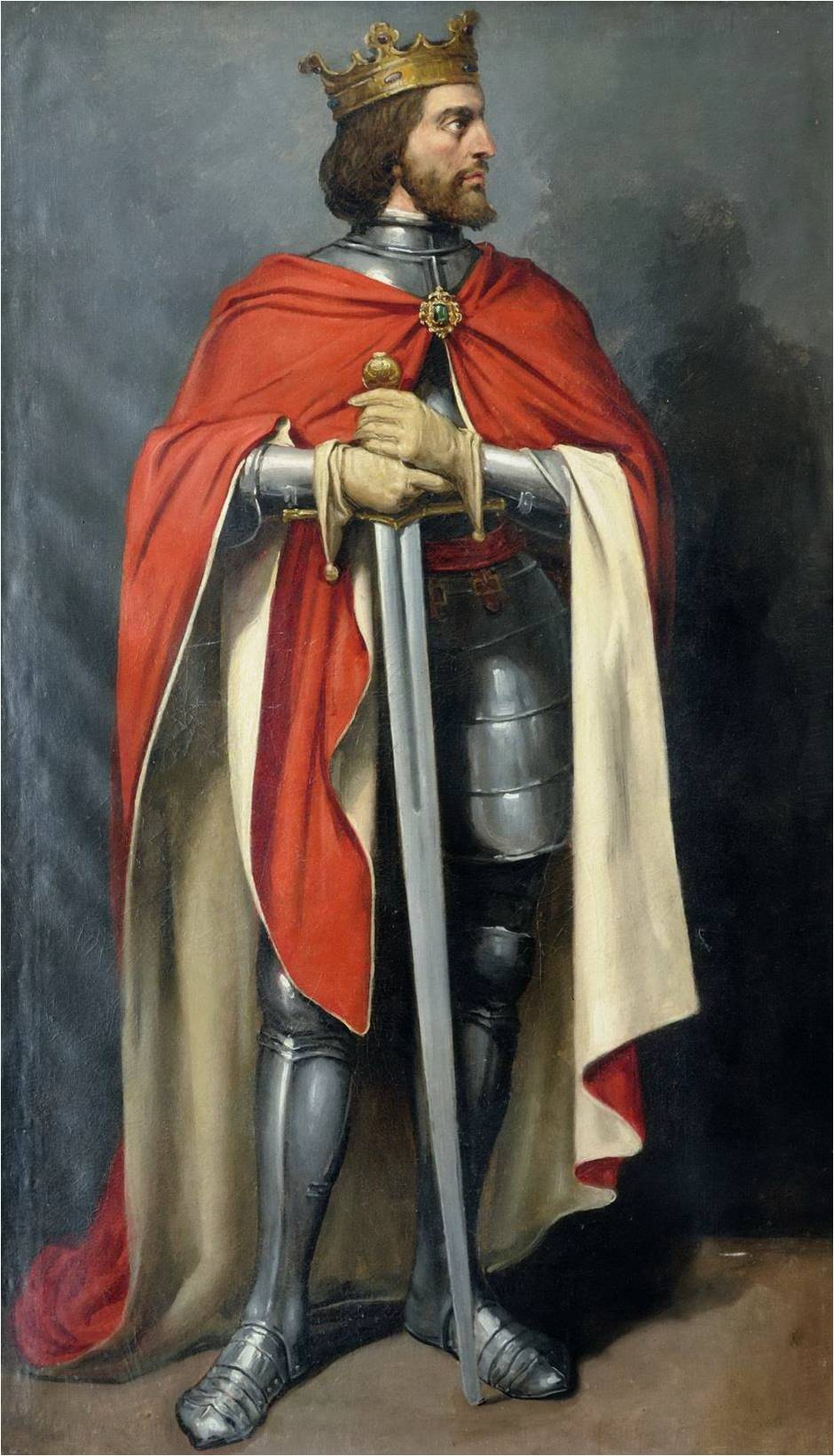
Альфонсо XI 1312-1350 Король Кастилии и Леона
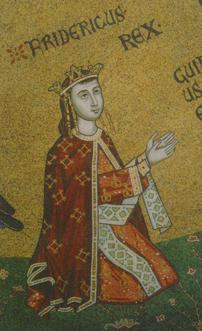
Федериго II 1296-1337 Король Сицилии
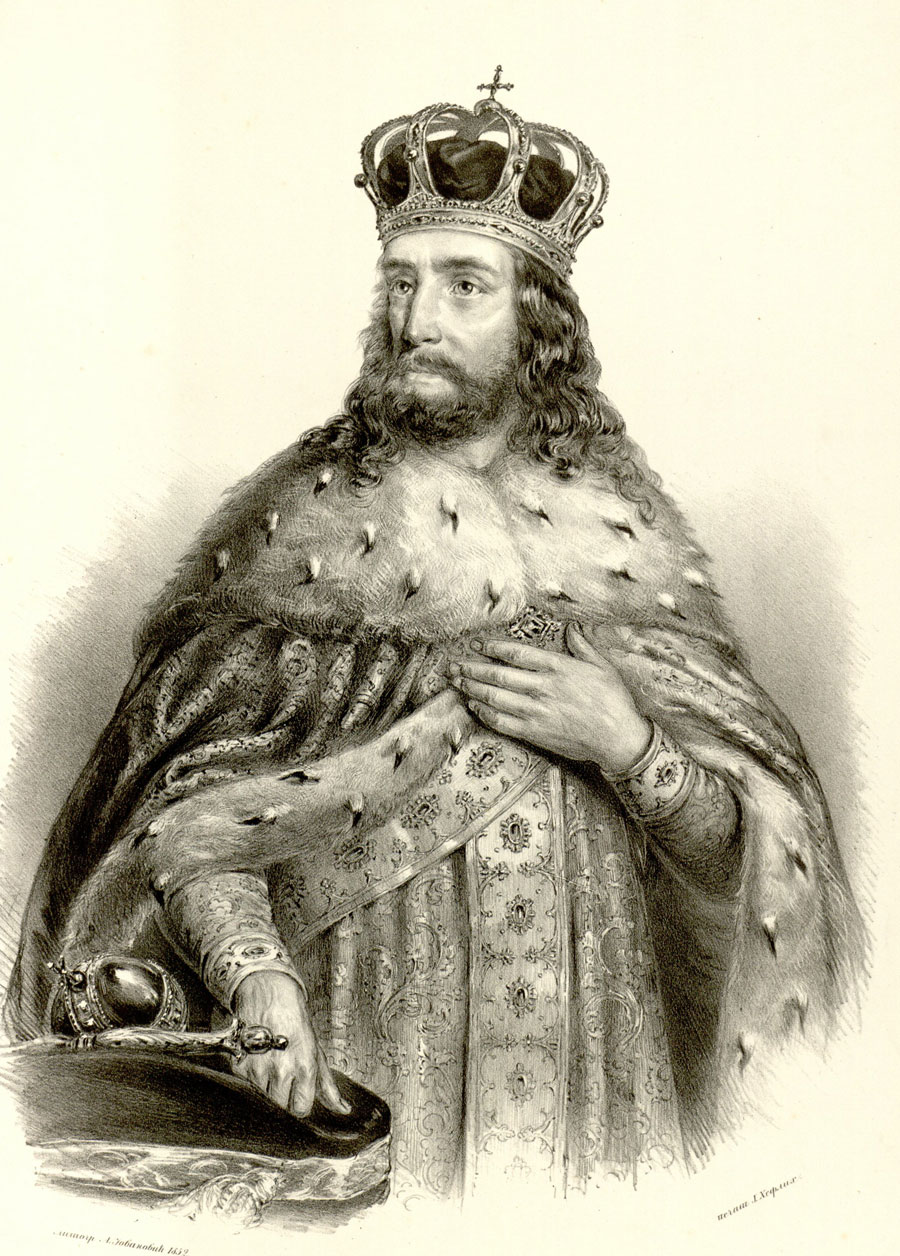
Стефан Урош III 1322-1331 Король Сербии
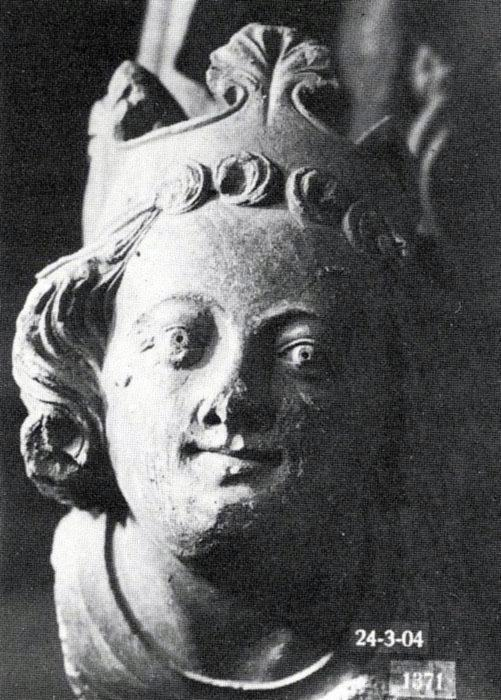
Магнус Эрикссон 1319-1343 Король Швеции и Норвегии
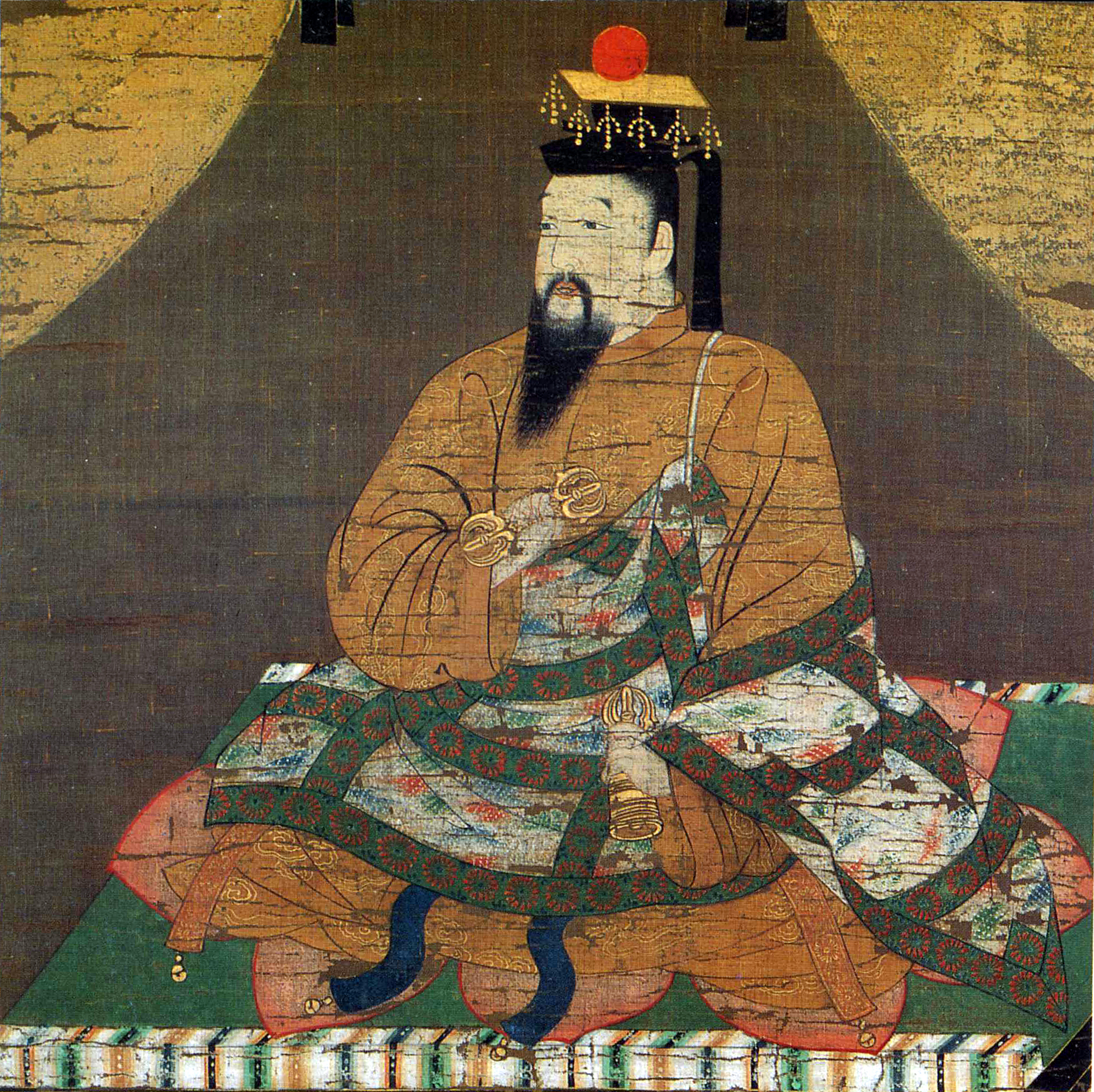
Го-Дайго 1318-1339 Император Японии
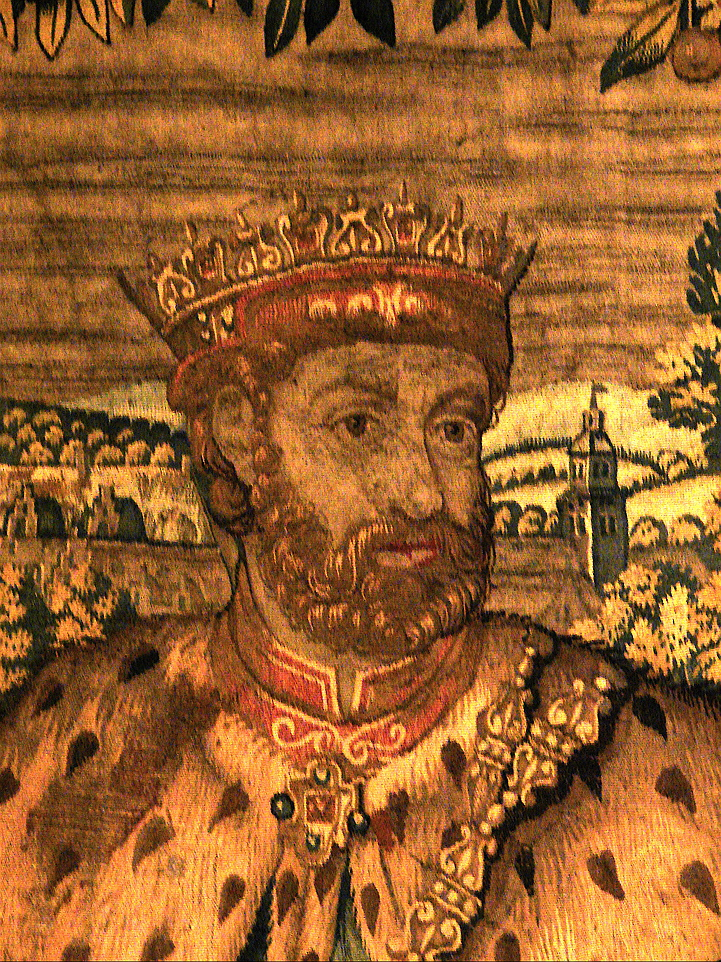
Кристофер II 1319-1326, 1329-1332 Король Дании
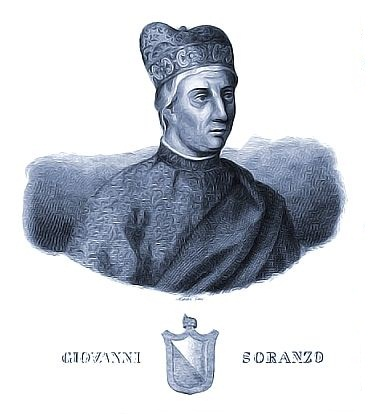
Джованни Соранцо 1312-1328 Дож Венеции
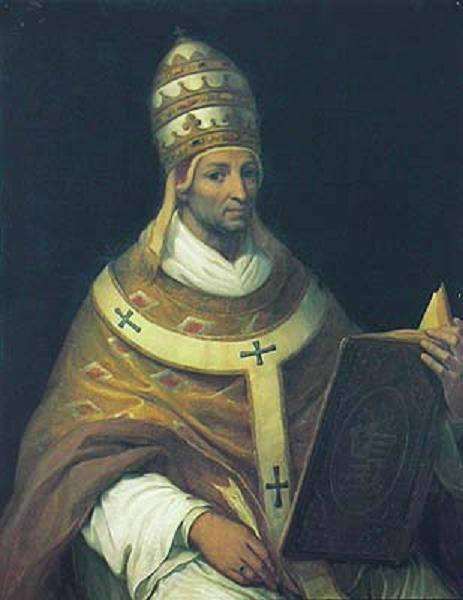
Иоанн XXII 1316-1334 Папа Римский